# Gerhard Hartmann
Gerhard Hartmann, född 12 januari 1955, är en friidrottare från Österrike. Han deltog vid olympiska sommarspelen 1984.